# Jim Delligatti
Michael James Delligatti (* 2. August 1918 in Uniontown, Pennsylvania, Vereinigte Staaten; † 28. November 2016 in Fox Chapel, Pennsylvania, Vereinigte Staaten) war ein US-amerikanischer Unternehmer. Er gilt als Erfinder des Big Mac.

## Leben
Michael James Delligatti war der Sohn von James Delligatti, einem Hufschmied, Schuster und Süßwarenhersteller und dessen Frau Lucille Dandrea. Er besuchte die Fairmont Senior High School in Fairmont, West Virginia. Im Zweiten Weltkrieg diente er in Europa bei der United States Army, wo er nach einem Grabenfußleiden entlassen wurde.

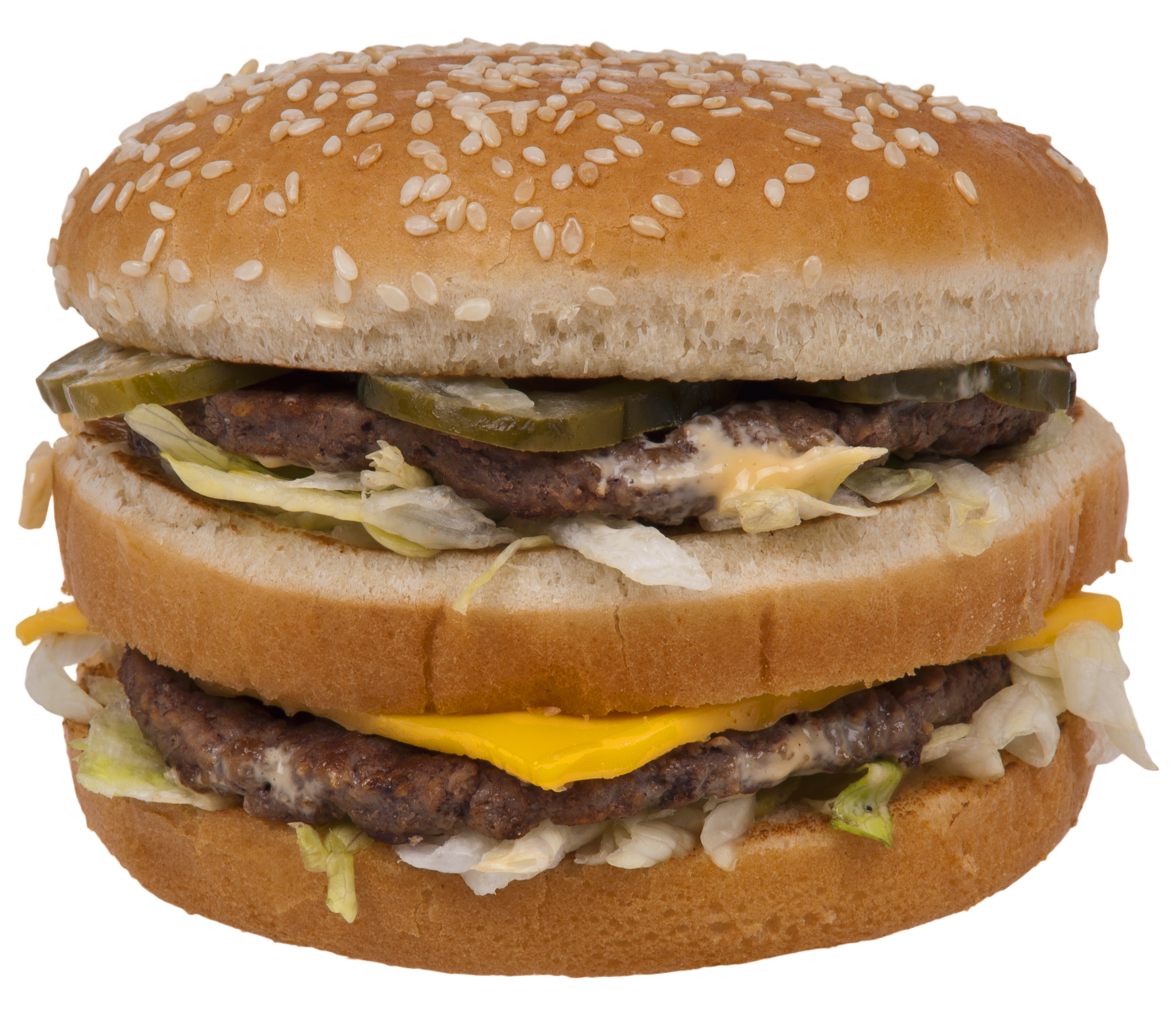
Big Mac

Nach dem Kriege betrieb Delligatti ein Drive-in-Restaurant in Newport Beach, Kalifornien. Nachdem er Ray Kroc auf einer Messe kennenlernte, begann Delligatti 1957 als McDonald’s Franchisenehmer. Der Hauptsitz seiner Unternehmen war Uniontown, Pennsylvania, etwas 64 km südlich von Pittsburgh. In der Spitze betrieb er 48 McDonald’s Restaurants.
Delligatti erfand den Big Mac 1965 in der Küche seiner ersten McDonald’s-Filiale in der McKnight Road im Vorort Ross Township. Im April 1967 begann er, ihn in seinen McDonald’s in Uniontown für 45 Cent zu servieren. 1968 stand der Big Mac auf der Speisekarte jedes amerikanischen McDonald’s und 1969 machte er 19 % des Gesamtumsatzes aus. Laut einem Jingle aus den 1970er Jahren enthält der Burger: „zwei reine Rindfleisch-Patties, Spezialsauce, Salat, Käse, Gurken, Zwiebeln auf einem Sesambrötchen.“
In einem Interview mit der Los Angeles Times im Jahr 1993 stimmte Delligatti zu, dass er nicht der Erfinder des Doppeldecker-Burgers ist: „Das war nicht so, als hätte man die Glühbirne entdeckt. Die Glühbirne war schon da. Ich habe sie nur in die Fassung geschraubt.“ In einem Interview mit einem Fernsehsender in Pittsburgh sagte Delligatti, dass er für die Schaffung des Big Mac keine Lizenzgebühren, sondern eine Plakette erhalten habe. Laut seinem Sohn Michael aß Jim jede Woche einen Big Mac.
Im Jahr 2007 eröffnete Delligatti das Big Mac Museum, das den „größten Big Mac der Welt“ mit einem Durchmesser von mehr als 4 Metern beherbergt. Seit 2016 verkauft McDonald’s jedes Jahr etwa 550 Millionen Big Macs in den USA.
Delligatti war zweimal verheiratet, wobei seine erste Ehe mit Ann Vunora mit einer Scheidung endete. Sie hatten einen Sohn. Er und seine zweite Frau, Eleanor „Ellie“ Carmody, hatten einen Sohn, fünf Enkelkinder und acht Urenkel. Er starb am 28. November 2016 in seinem Haus in Fox Chapel, Pennsylvania, im Alter von 98 Jahren.